# LGBTの人物に対する深刻な暴力行為
これは、LGBTの人々に対する暴力の深刻な事例の一覧である。例えば、襲撃者が被害者をゲイやレズビアンだとみなしたことによる攻撃、 ホモフォビアを動機とした攻撃などである。

## オーストラリア
- 1987年1月、レイモンド・キームはシドニーのランドウィック、アリソン・パークで殺害された。彼の怪我は襲撃者が地面に横たわった彼の胸に飛び降りたことによるものだった[2]。

## ブラジル
- トランスジェンダーの女性であるダンダラ・サントスは2017年2月15日5人の男に拷問され、石を投げられて死亡し、その様子がビデオで録画されていた[1][3]。
- 2016年6月27日、アントニオ・クヴァロはリオデジャネイロで同性愛者であることを理由に殴られた[4][5]。クヴァロは人々がLGBTIに対する暴力を記録するためのウェブサイトを作成した[6]。

## カナダ
- 2012年9月30日、ニューウエストミンスターで26歳のジャニュアリー・マリー・ラプズが彼女の自宅で刺された状態で発見された。彼女は翌朝ロイヤル・コロンビア病院で死亡した。チャールズ・ジェイムソン・ニール（22歳）は、6月に殺人で有罪判決を受け、懲役8年を言い渡された。ラプズは、LGBTの南アジア人を支援する組織であるシャー・バンクーバーの幹部として初のトランスジェンダーの人物だった。2012年のウェブサイトによると、彼女は組織のソーシャルコーディネーターに選ばれていた[7][8]。

## チリ
- チリのゲイ男性ダニエル・サムディオ（英語版）は、彼の性的指向を知った襲撃者によって、2012年にサンティアゴで拷問され、殺害された[9]。事件の後、彼はチリにおける同性愛者に対する暴力の被害者の象徴となり、彼の死に対する多くのメディアの注目が差別に対抗する法律の成立を促進させ、保守的な国で寛容さを醸成させることに貢献した。

## フランス
- カミングアウトしたゲイのパリの市長ベルトラン・ドラノエは、2002年10月にムスリム移民によって刺され負傷したが、命には別状はなかった。
- アレクシス・フラミンは、2007年6月9日、ランス で、民族と性的指向に関する憎悪を抱いた白人のスキンヘッドの暴漢によって殺害された[10]。
- ウィルフレッド・デュ・ブランは2013年4月7日にパリ19区でボーイフレンドと歩いているときに殴られた。デュ・ブランは後に自分のひどく負傷した顔の写真をFacebookに掲載し、同性愛嫌悪に基づく攻撃の意識を高め、国内外のメディアで注目を集めた[11][12]。この攻撃は民族的なギャングによるものだった[13]。

## イラク
- 2005年、アリー・スィースターニーは、「最悪かつ最も厳しい方法で」同性愛者の処刑を求めるファトワーをウェブサイト上で出した。スィースターニーは、英国のイラク人ゲイ団体が抗議した後、レズビアンの処罰を要求する部分はファトワから取り除くことに同意した。2007年1月の国際連合の報告書によると、シーア派死の部隊のバドルとサドルの民兵組織によるイラクのゲイとレズビアンの迫害、拷問、超法規的殺人が増加していることが報告されている[14][15][16]。

## イスラエル
- 2005年6月30日にエルサレム・ゲイプライドパレード（英語版）で3人の行進者が超正統派ユダヤ人であるイシャイ・シュリセル（英語版）によって刺された。シュリセルは「神の名の下で」犯行を行ったと主張した。彼は殺人未遂で起訴された[17]。
- 2009年テルアビブ同性愛者センター銃乱射事件が発生。
- 2015年7月30日に、再びイシャイ・シュリセル（英語版）が用いた刃物によってエルサレム・ゲイプライドパレードで5人の行進者が負傷し、1人の行進者が殺害された。彼が以前の事件によって拘置されていた刑務所から釈放された3週間後のことだった。

## マルティニーク
- 1964年、アメリカの作曲家マーク・ブリッツスタインは、3人の船員による同性愛嫌悪に基づく攻撃で殺害された[18]。

## セルビア
- 2001年6月30日、ベオグラードで初めて行われたセルビア・プライドパレードの参加者は、何百人ものセルビア人国家主義者、スキンヘッド、サッカーのフーリガンによって攻撃された[19]。

## トルコ
- 同性愛者のアフメット・イルディズ は、2008年7月15日にイスタンブールで射殺された[20]。

## イギリス
- 同性愛者の法廷弁護士のリストファー・シュリアックは、1989年9月に自宅で40回以上刺され殺害された[21]。

## アメリカ合衆国
- 2016年6月12日、オーランドのゲイ・ナイトクラブ乱射事件で、49人が死亡し、53人が負傷した。